# Saison 2015 des Cannons de Boston
La saison 2015 des Cannons de Boston est la 15e saison de la franchise au sein de la Major League Lacrosse. Les Cannons entrent dans cette saison en ayant terminé à la 5e place de la saison régulière 2014 ne se qualifiant pas pour les playoffs.

## Drafts

### Supplemental Draft
La Supplemental Draft de la MLL s'est tenue le 17 décembre 2014.
| Nom              | Repêchage | Position  |
| ---------------- | --------- | --------- |
| Josh Amidon      | 4e        | Milieu    |
| David Emala      | 12e       | Attaquant |
| Ricky Pages      | 28e       | Défenseur |
| Andrew Sellers   | 36e       | Défenseur |
| Brett Garber     | 44e       | Milieu    |
| Matt White       | 52e       | Attaquant |
| Jack Murphy      | 60e       | Gardien   |
| Matt Messina     | 68e       | Milieu    |
| Eric Lusby       | 76e       | Attaquant |
| Ryan Hollenbaugh | 84e       | Défenseur |
| Matt Dolente     | 92e       | Milieu    |

- Choix supplémentaire attribué aux Lizards pour compléter leur effectif de 35 joueurs : Eric Hagarty, gardien.

### Collegiate Draft
La Collegiate Draft 2015 s'est tenue le 23 janvier 2015.
| Nom            | Repêchage | Université | Position               |
| -------------- | --------- | ---------- | ---------------------- |
| Ryan Tucker    | 4e        |            | Milieu                 |
| John Glesener  | 5e        |            | Attaquant              |
| Wells Stanwick | 12e       |            | Attaquant              |
| Brian Fischer  | 34e       |            | Défenseur              |
| Joe Nardella   | 36e       |            | Face-off (spécialiste) |
| T.A. Demoulas  | 56e       |            | Milieu                 |

## Calendrier et résultat
| Match | Date       | Adversaire | Résultat     |
| ----- | ---------- | ---------- | ------------ |
| 1     | 12 avril   | Outlaws    | V 16-13      |
| 2     | 26 avril   | Hounds     | D 11-12 (OT) |
| 3     | 3 mai      | Lizards    | D 14-15      |
| 4     | 8 mai      | @ Lizards  | D 12-15      |
| 5     | 17 mai     | Rattlers   | V 17-16 (OT) |
| 6     | 23 mai     | @ Hounds   | V 13-19      |
| 7     | 30 mai     | Launch     | V 13-9       |
| 8     | 7 juin     | @ Rattlers | D 13-6       |
| 9     | 20 juin    | @ Launch   | V 18-19      |
| 10    | 28 juin    | Bayhawks   | V 14-11      |
| 11    | 4 juillet  | @ Outlaws  | V 9-22       |
| 12    | 11 juillet | Machine    | D 12-19      |
| 13    | 16 juillet | @ Bayhawks | V 8-9 (OT)   |
| 14    | 25 juillet | @ Machine  | D 17-16      |